# 河原町 (弘前市)
河原町（かわはらちょう）は、青森県弘前市の地名。郵便番号は036-8277。2017年6月1日現在の人口は97人、世帯数は50世帯。

## 地理
青森県道3号弘前岳鰺ケ沢線沿いに位置する町。北から北東にかけて駒越町、南は城西、西から西北にかけて駒越に接する。

## 沿革
- 1956年（昭和31年） - 岩木町駒越に属していたが弘前市に編入。
- 1957年（昭和32年） - 河原町が起立。
- 1966年（昭和41年） - 市の西北に城西住宅団地が完成。
- 1967年（昭和42年） - 城西団地完成に伴い、一部が城西一〜四丁目になる。

## 施設

### 住宅団地
- 城西住宅団地

### 商業
- 平成ビル管理
- (有)サンリビング
- (有)東北設備サービス

## 小・中学校の学区
市立小・中学校に通う場合、学区は以下の通りとなる。
| 大字   | 番地 | 小学校             | 中学校             |
| ------ | ---- | ------------------ | ------------------ |
| 河原町 | 全域 | 弘前市立城西小学校 | 弘前市立第二中学校 |

## 交通
- 弘南バス

駒越（弘前駅 - 工業高校経由 - 藤代営業所線）停留所。